# Ханукія

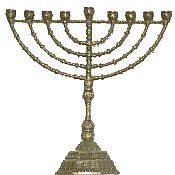
Ханукія

Ханукія (івр. חֲנֻכִּיָּה) або менора Хануки (івр. מְנוֹרַת חֲנֻכָּה, «ханукальний світильник», дев'ятисвічник) — світильник, який запалюють протягом восьми днів свята Ханука. Вісім з дев'яти гілок тримають світильники (свічки або масляні лампи), які символізують вісім ночей свята. Дев'ята гілка тримає свічку, яка називається шамаш ("помічник" або "слуга"), яка використовується для запалювання інших восьми. Ханукальна менора вшановує, але відрізняється від семигілкової менори, що використовувалася в древньому Єрусалимському Храмі. Разом із семигілковою менорою та Зіркою Давида, вона є одним із найбільш широко відтворюваних предметів єврейського церемоніального мистецтва.

## Значення ханукії
Запалювання ханукії — головний обряд свята — символізує духовну стійкість і перемогу святості над нечистотою, світла над темрявою навколишнього. Вісім її світильників, в які колись наливали олію, а нині, як правило, вставляють свічки, символізують диво, яке сталося в часи повстання і перемоги Маккавеїв над греками. За переказами, єдиного глечика з освяченою олією, знайденого в опоганеному Храмі, вистачило на вісім днів горіння Менори. Дев'ятий світильник, шамаш (שמש), у традиції російськомовного єврейства званий «служкою» — помічник, призначений для запалювання інших свічок.

## Публічні колекції ханукій

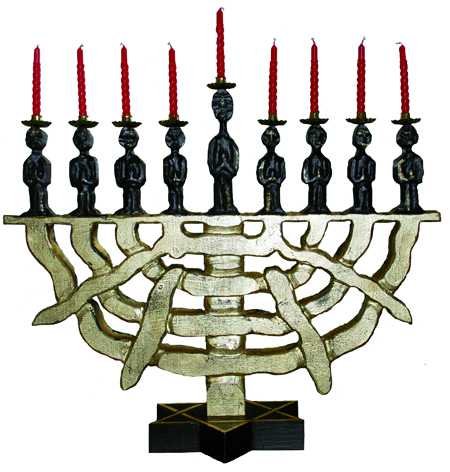
Ханукія, робота езотеричного художника Філіппо Б'яджолі

Багато музеїв мають визначні колекції ханукій, включаючи Музей Ізраїлю в Єрусалимі, Метрополітен-музей у Нью-Йорку, Єврейський музей у Лондоні (який володіє лампою Ліндо) та Музей світильників у Казале-Монферрато (Італія), включаючи ханукії, створені такими художниками як: Арманд Арман, Паоло Барателла, Філіппо Б'яджолі, Рената Боеро, Бруно Чеккобеллі, Лучіо Дель Пеццо, Мауріціо Галімберті, Еміліо Ісґро, Емануеле Луццаті, Уґо Несполо.
Існує також колекція в малому Єврейському музеї в Ріо-де-Жанейро.

## Примітки

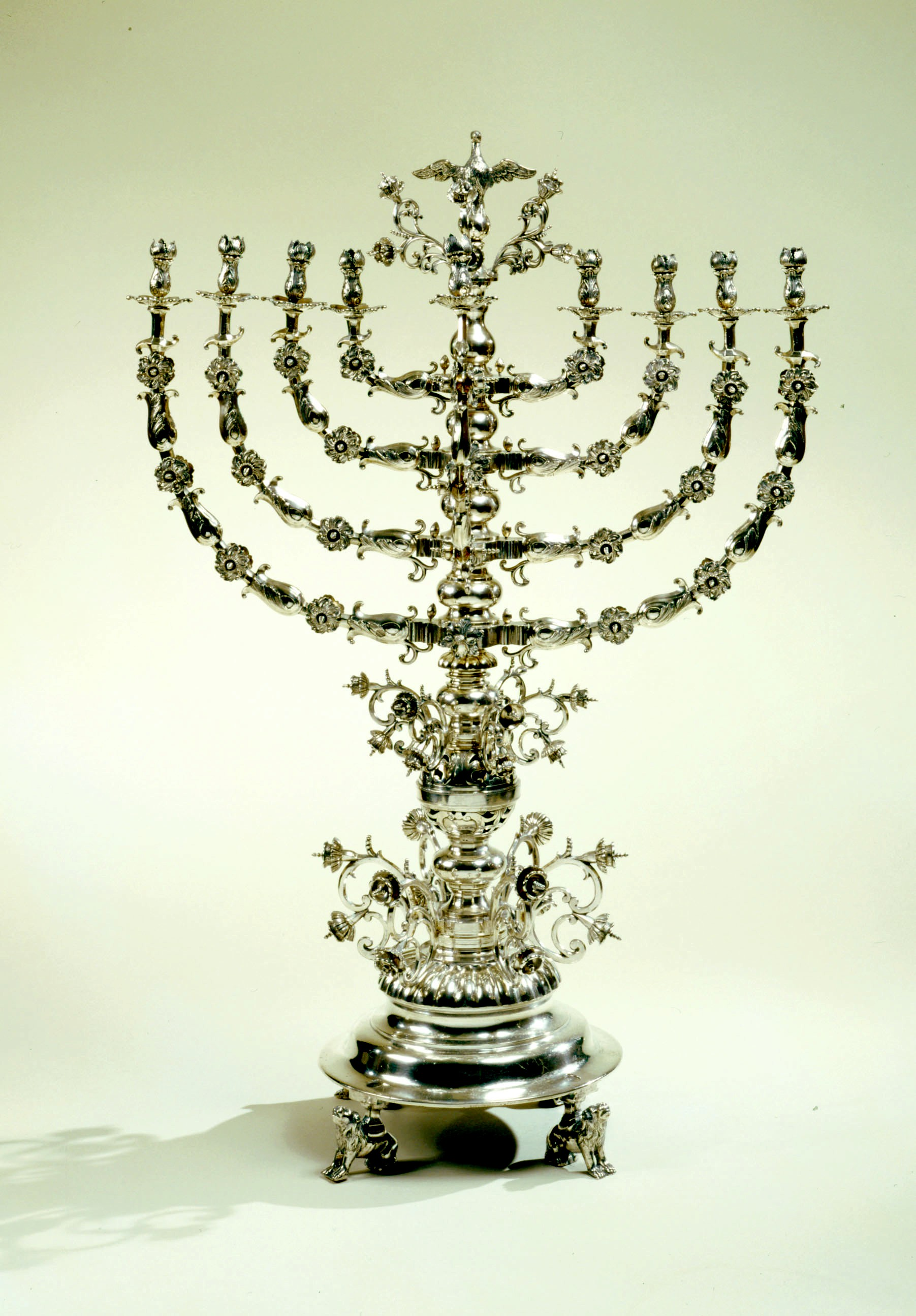
Ханукальна лампа зі Львова в Єврейському музеї Нью-Йорка